# Lago di Saoseo

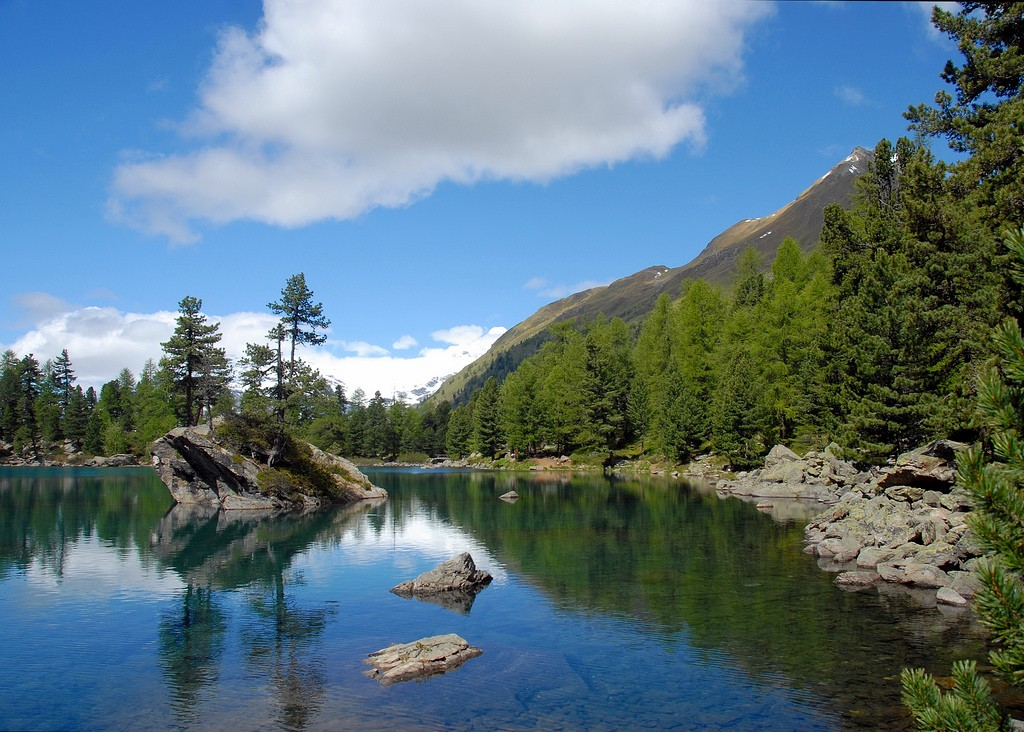
Lago di Saoseo

Lago di Saoseo är en liten sjö i dalen Val di Campo i Graubünden i Schweiz. Den ligger mitt inne i skogen, och det finns ingen by som ligger vid sjön.